# 긴엄지벌림근
긴엄지벌림근(abductor pollicis longus, APL) 또는 장무지외전근(長拇指外轉筋)은 손의 바깥기원근육(extrinsic muscle) 중 하나로, 아래팔뒤칸 깊은층 근육으로 분류된다. 주된 기능은 손목에서 엄지를 벌리는 것이다. 긴엄지벌림근의 힘줄은 해부학적코담배갑의 가쪽 경계를 이룬다.

## 구조
긴엄지벌림근은 손뒤침근 바로 밑에 위치하며, 간혹 손뒤침과 합쳐져 있는 경우도 있다. 자뼈 몸통 뒷면의 가쪽 부분에서 기시한다. 이 이는곳은 팔꿈치근 닿는곳의 아래쪽이다. 또한 아래팔의 뼈사이막, 노뼈 몸통 뒷면의 중간 1⁄3 역시 긴엄지벌림근의 기시부 역할을 한다.
아래가쪽으로 비스듬하게 주행한 긴엄지벌림근은 힘줄이 되면서 끝난다. 힘줄은 노뼈 아래쪽 끝의 가쪽 측면에 나 있는 고랑을 통해 주행하며, 이때 짧은엄지폄근의 힘줄을 동반한다.
닿는곳은 먼쪽의 얕은 부분과 몸쪽의 깊은 부분으로 나뉜다. 얕은 부분에서는 하나 이상의 힘줄이 첫째손허리뼈 바닥의 노쪽 부분에 닿는다. 깊은 부분에서는 큰마름뼈, 관절주머니와 그 인대, 짧은엄지벌림근의 힘살, 엄지맞섬근의 힘살 등 다양한 부분에 닿으면서 끝날 수 있다.

### 신경 분포
긴엄지벌림근은 뒤뼈사이신경의 지배를 받는다. 뒤뼈사이신경은 노신경 깊은가지가 손뒤침근을 지난 뒤 연속되어 형성되는 신경이다. 긴엄지벌림근은 노신경에 가까이 위치한다. 뒤뼈사이신경은 척수신경 분절 C7, C8의 성분에서 유래한다.

### 혈액 공급
뒤뼈사이동맥이 긴엄지벌림근에 혈액을 공급한다.

### 변이
80% 이상의 사람에서 덧긴엄지벌림근(accessory abductor pollicis longus, AAPL) 힘줄이 존재하며, 20%의 사람에서는 추가적인 근육 힘살이 존재하기도 한다. 한 연구에 따르면, 덧힘줄의 닿는곳은 큰마름뼈 (41%), 짧은엄지벌림근 몸쪽 (22%), 엄지맞섬근 몸쪽 (5%) 등으로 다양했다. 또한 큰마름뼈와 엄지두덩의 근육에 이중으로 닿는 경우 (15%), 첫째손허리뼈 바닥 (1%) 등에 닿는 경우도 있었다.  최대 일곱 개까지 긴엄지벌림근 힘줄이 존재하는 드문 경우도 보고된 바 있다. 여러 개의 긴엄지벌림근 힘줄은 기능상의 이점이 있는데, 손상된 힘줄의 기능을 손상되지 않은 쪽이 보상할 수 있기 때문이다.

## 기능
긴엄지벌림근의 주된 작용을 손목손허리관절에서 엄지를 벌려, 엄지를 앞쪽으로 움직이게 하는 것이다. 또한 엄지를 펴고 회전시키는 것을 돕는다. 또한 그 연장선상에서, 손목의 벌림과 손의 굽힘을 보조한다.
긴엄지벌림근이 큰마름뼈에 닿고, 짧은엄지벌림근이 큰마름뼈에서 일어나는 것은 엄지의 바깥기원근육과 자체기원근육 간에 존재하는 유일한 연결점이다. 아래팔에서 일어나는 엄지의 바깥기원근육에는 긴엄지폄근, 짧은엄지폄근, 긴엄지굽힘근, 긴엄지벌림근이 있다. 손에서 일어나는 엄지의 자체기원근육에는 엄지맞섬근, 짧은엄지굽힘근, 엄지모음근, 짧은엄지벌림근이 있다. 엄지가 작용할 때, 긴엄지벌림근과 짧은엄지벌림근은 손목에서 큰마름뼈를 안정하게 유지하기 위해 협동한다. 이는 엄지의 올바른 작동, 가령 정밀성과 강한 악력을 위해 중요하다.

## 다른 동물들에서
긴엄지벌림근이 짧은엄지폄근에서 완전히 분리되어 있는 영장류는 현생 인류와 긴팔원숭이뿐이다. 그러나 긴팔원숭이의 경우, 긴엄지벌림근은 노뼈와 자뼈의 몸쪽 부분에서 기시한다. 반면 필리핀원숭이, 보노보, 인간 등에서는 긴엄지벌림근이 노뼈와 자뼈의 중간부에서 기시한다. 이 모든 영장류에서 긴엄지벌림근의 닿는곳은 첫째손허리뼈 바닥이며, 간혹 큰마름뼈(큰긴팔원숭이, 보노보)나 엄지의 종자뼈(필리핀원숭이)에 닿기도 한다.
현생 인류에서 긴엄지벌림근은 수축했을 때 엄지를 펴지만, 침팬지의 긴엄지벌림근은 엄지를 굽히는 작용을 한다. 침팬지의 손목과 비교했을 때, 인간의 손목은 다양한 손 근육에 대해 상당히 긴 모멘트 암을 가진다는 점에서 침팬지와 인간의 최근 공통 조상으로부터 물려받은 점이 있다. 이러한 차이가 나타나는 것은 인간의 큰마름뼈는 손을 뒤친 위치에 존재하며, 그로 인해 손바닥 쪽의 작은마름뼈가 넓어졌기 때문일 수 있다.
긴엄지벌림근 힘줄에 박혀 있는 작은 렌즈 모양의 종자뼈는 레서판다, 대왕판다, 멸종한 고생물 속인 시모키온(학명: Simocyon)을 제외한 모든 식육목 생물에서 발견되는 원시적인 상태이다. 판다와 시모키온에서는 이 종자뼈가 비대해져 여섯째 손가락, 통칭 "가짜 엄지"(false thumb)를 형성하며 이는 곰과에서 처음 출현한 파생형질(derived trait)이다. 긴엄지벌림근의 종자뼈는 인간이 아닌 모든 영장류에 존재한다. 인간에서는 보통 존재하지 않으며, 고릴라의 절반 정도에서도 나타나지 않는다.

## 추가 이미지

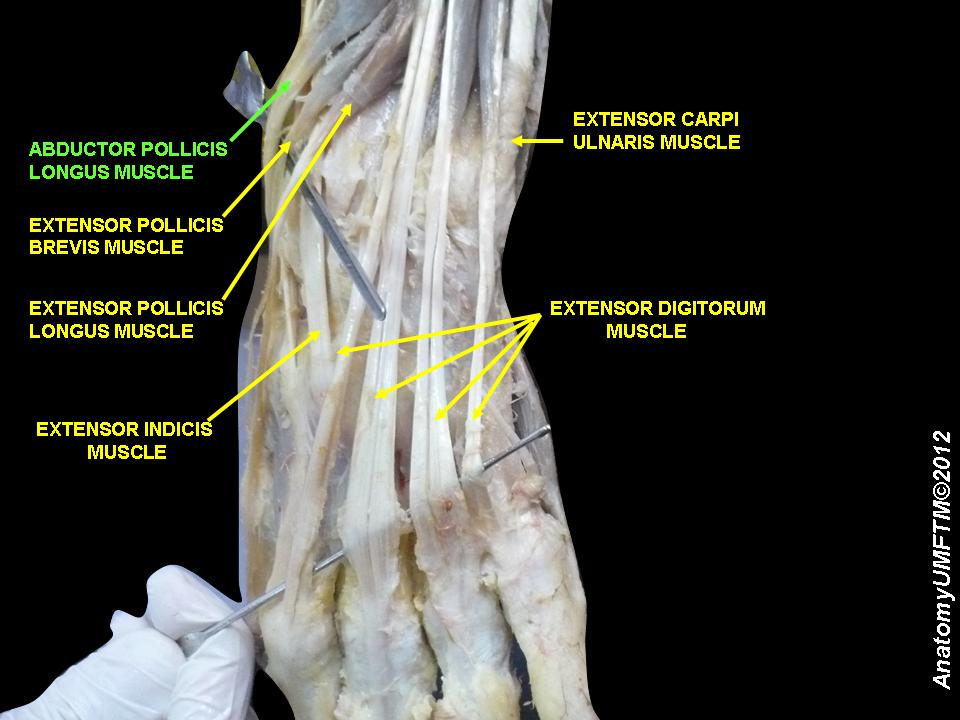
긴엄지벌림근
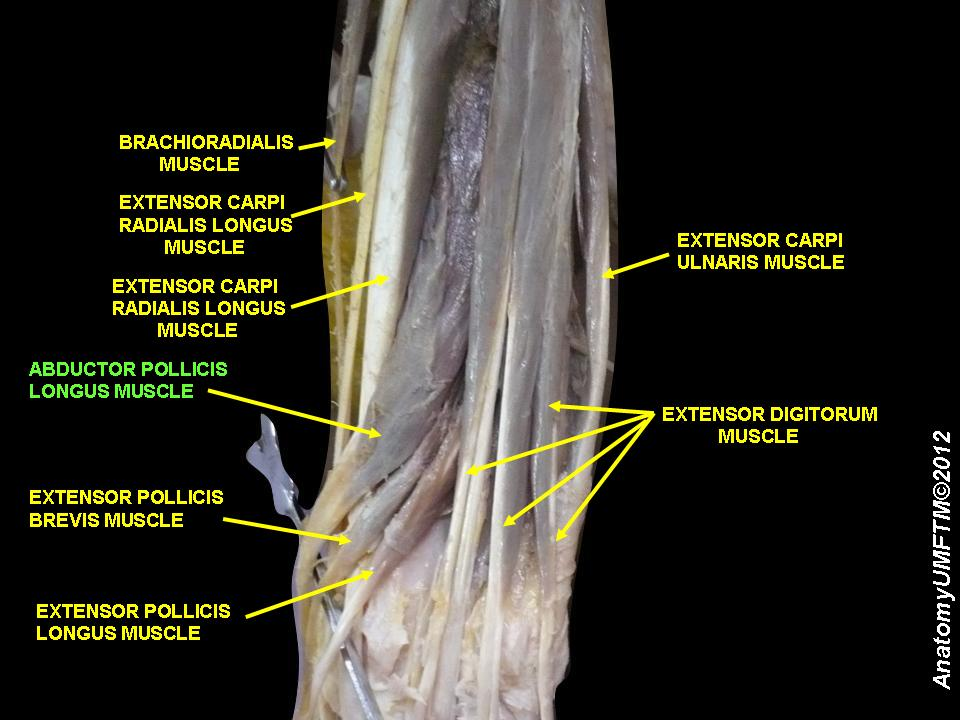
긴엄지벌림근
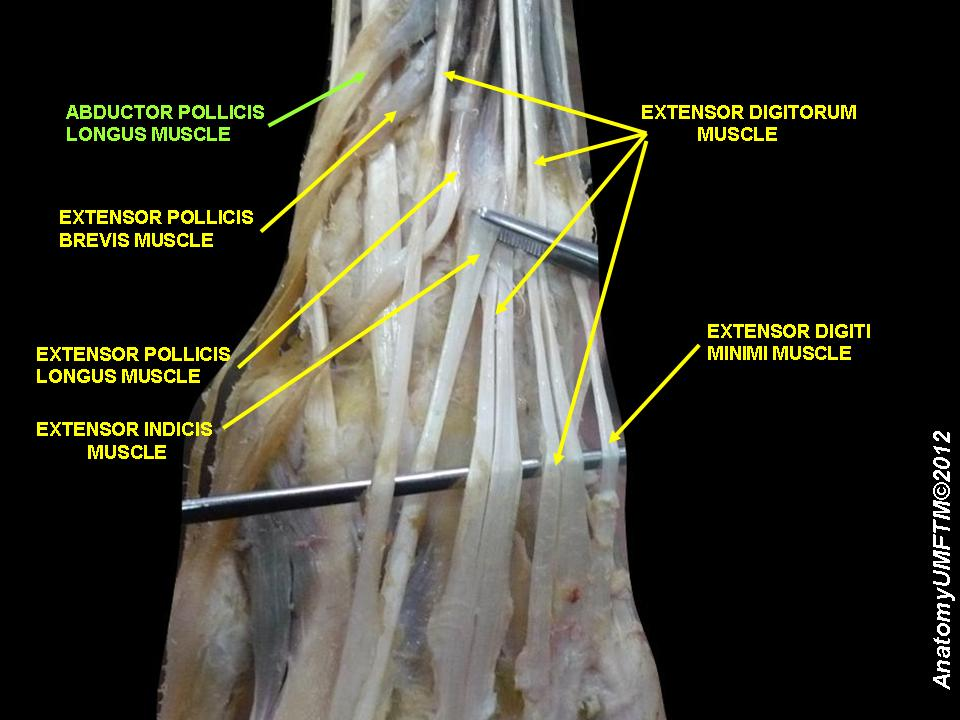
긴엄지벌림근
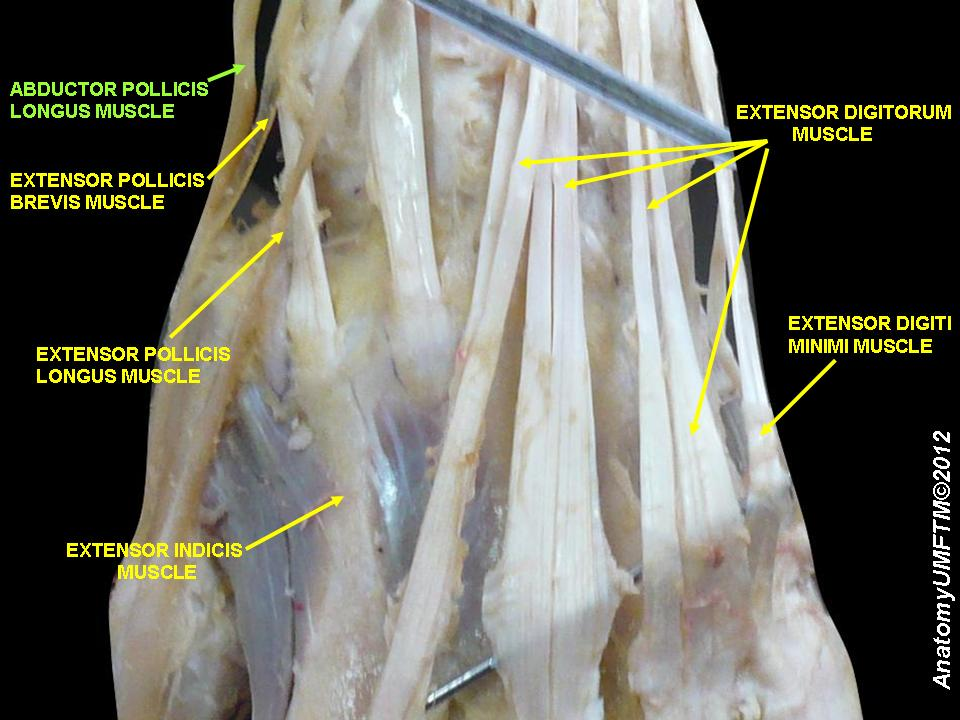
긴엄지벌림근
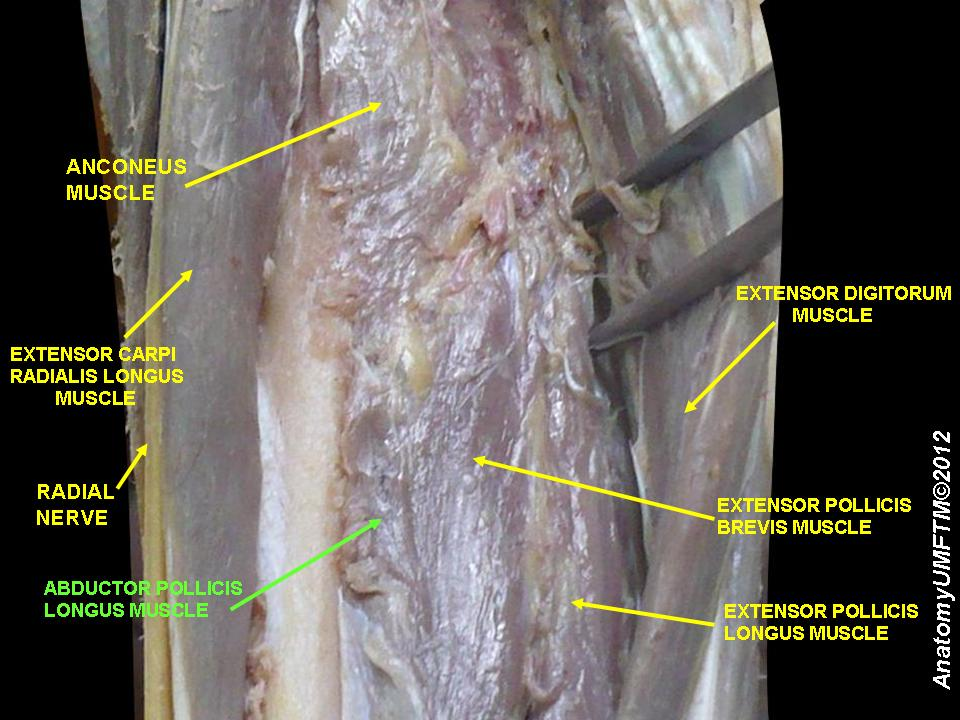
긴엄지벌림근
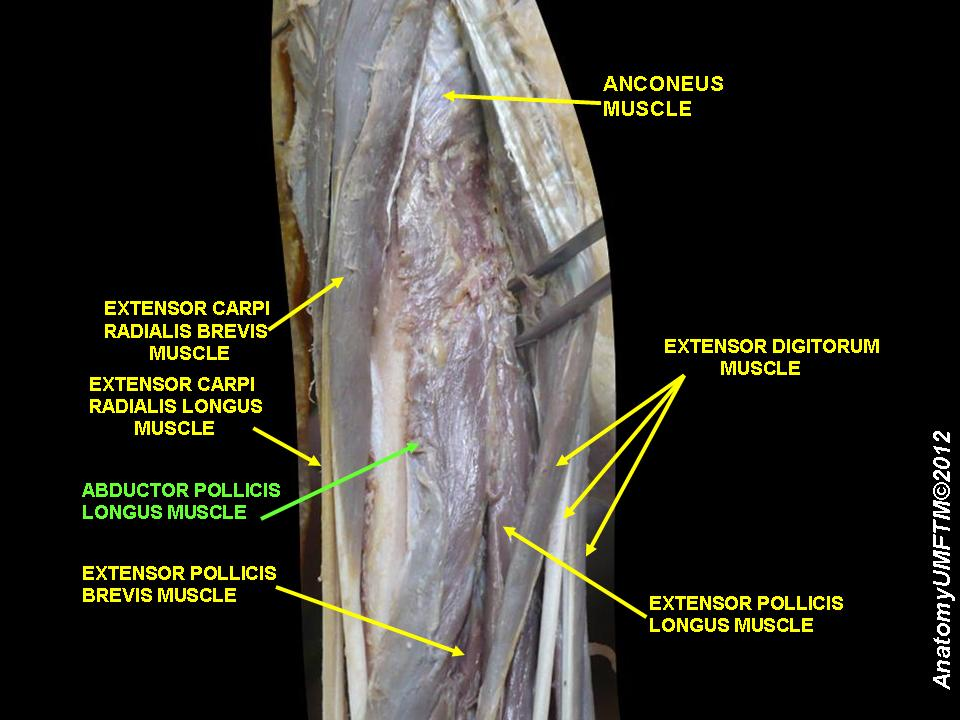
긴엄지벌림근
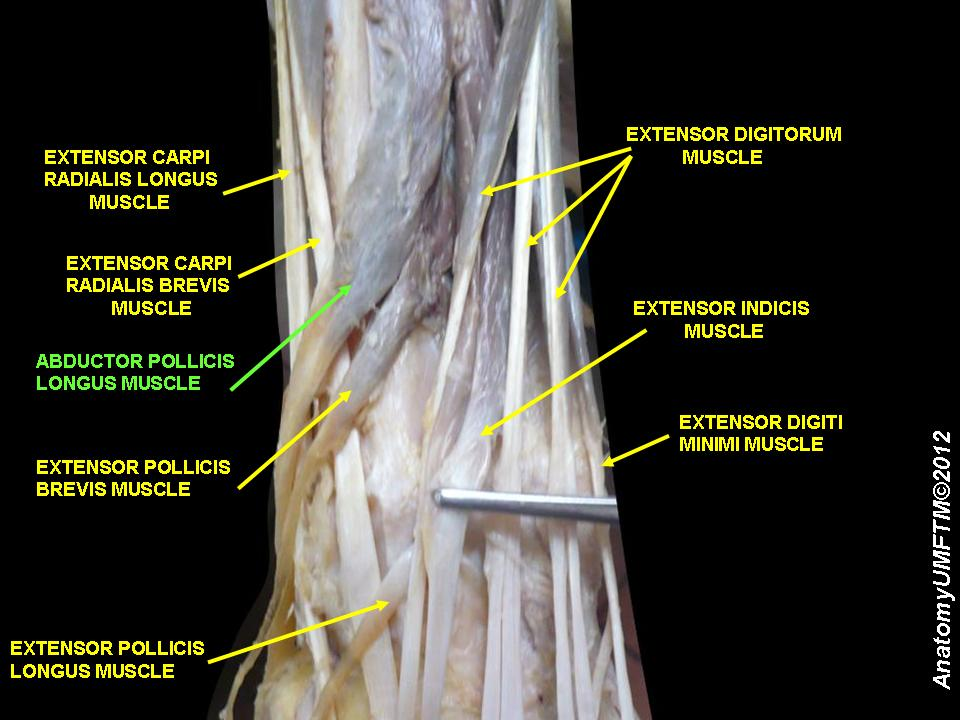
긴엄지벌림근
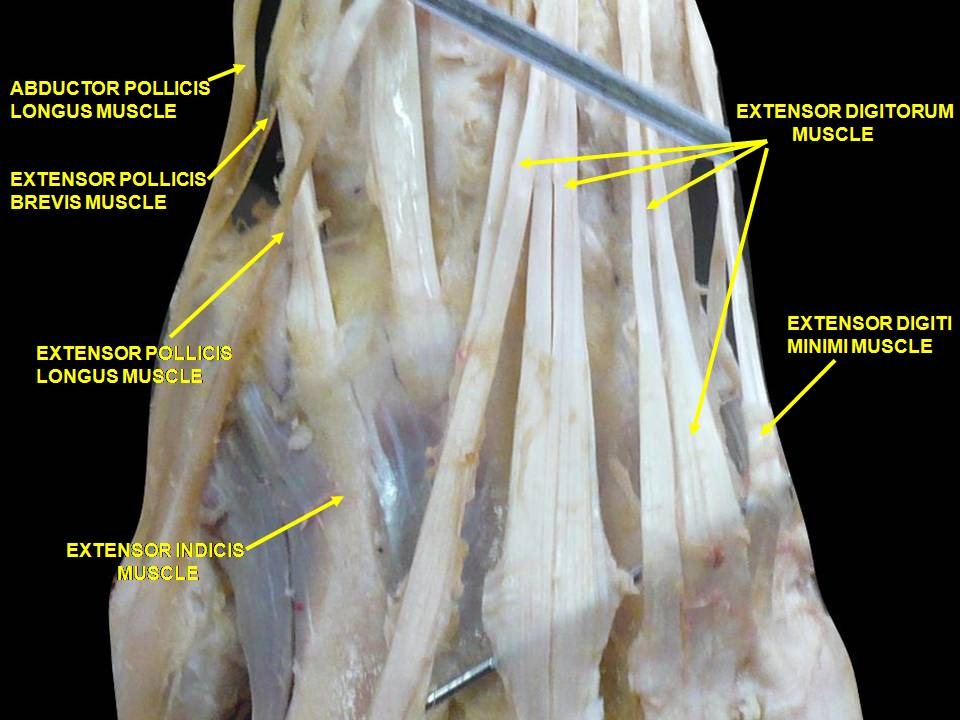
뒤에서 본 손의 근육

## 같이 보기
- 긴엄지폄근 (손)
- 드 퀘르벵 증후군

## 참고 문헌
- Aversi-Ferreira, Tales Alexandre; Maior, Rafael Souto; Carneiro-e-Silva, Frederico O.; Aversi-Ferreira, Roqueline A. G. M. F.; Tavares, Maria Clotilde; Nishijo, Hisao; Tomaz, Carlos (2011). “Comparative Anatomical Analyses of the Forearm Muscles of Cebus libidinosus (Rylands et al. 2000): Manipulatory Behavior and Tool Use”. 《PLOS ONE》 6 (7/e22165): e22165. Bibcode:2011PLoSO...622165A. doi:10.1371/journal.pone.0022165. PMC 3137621. PMID 21789230.
- Bravo, Elena; Barco, Raul; Bullón, Adrian (May 2010). “Anatomic Study of the Abductor Pollicis Longus: A Source for Grafting Material of the Hand”. 《Clin Orthop Relat Res》 468 (5): 1305–1309. doi:10.1007/s11999-009-1059-4. PMC 2853646. PMID 19760470.
- Hazani, Ron; Engineer, Nitin J.; Cooney, Damon; Wilhelmi, Bradon J. (2008). “Anatomic Landmarks for the First Dorsal Compartment”. 《ePlasty》 8 (e53): e53. PMC 2586286. PMID 19092992.
- Le Minor, JM (1994). “The sesamoid bone of musculus abductor pollicis longus (os radiale externum or prepollex) in primates”. 《Acta Anat (Basel)》 150 (3): 227–31. doi:10.1159/000147623. PMID 7817720.
- Mehta, Vandana; Arora, Jyoti; Suri, Rajesh Kumar; Rath, Gayatri (February 2009). “A Rare Quadruplicate Arrangement of Abductor Pollicis Longus Tendons — Anatomical and Clinical Relevance”. 《Clinics》 64 (2): 153–155. doi:10.1590/S1807-59322009000200014. PMC 2666473. PMID 19219322.
- Michilsens, Fana; Vereecke, Evie E; D'Août, Kristiaan; Aerts, Peter (September 2009). “Functional anatomy of the gibbon forelimb: adaptations to a brachiating lifestyle”. 《J. Anat.》 215 (3): 335–354. doi:10.1111/j.1469-7580.2009.01109.x. PMC 2750765. PMID 19519640.
- van Oudenaarde, E (February 1991). “Structure and function of the abductor pollicis longus muscle”. 《J. Anat.》 174: 221–227. PMC 1256056. PMID 2032936.
- van Oudenaarde, E; Oostendorp, R A (June 1995). “Functional relationship between the abductor pollicis longus and abductor pollicis brevis muscles: an EMG analysis”. 《J. Anat.》 186 (Pt 3): 509–515. PMC 1167009. PMID 7559124.
- Salesa, Manuel J.; Antón, Mauricio; Peigné, Stéphane; Morales, Jorge (January 2006). “Evidence of a false thumb in a fossil carnivore clarifies the evolution of pandas”. 《Proc Natl Acad Sci USA》 103 (2): 379–382. Bibcode:2006PNAS..103..379S. doi:10.1073/pnas.0504899102. PMC 1326154. PMID 16387860.
- Tocheri, Matthew W.; Orr, Caley M.; Jacofsky, Marc C.; Marzke, Mary W. (April 2008). “The evolutionary history of the hominin hand since the last common ancestor of Pan and Homo”. 《J. Anat.》 212 (4): 544–562. doi:10.1111/j.1469-7580.2008.00865.x. PMC 2409097. PMID 18380869.